# George P. Bush
George Prescott Bush (sinh ngày 24 tháng 4 năm 1976) là một luật sư, sĩ quan Hải quân Trừ bị Hoa Kỳ, nhà đầu tư bất động sản, và chính trị gia. Ông là con trai cả của cựu Thống đốc bang Florida Jeb Bush, cháu trai của cựu Tổng thống George W. Bush, và là cháu trai của cựu Tổng thống George H. W. Bush. George Prescott cũng được đặt tên giống ông cố của ông, Thượng nghị sĩ Prescott Bush.